# Xã Pioneer, Quận Rice, Kansas
Xã Pioneer (tiếng Anh: Pioneer Township) là một xã thuộc quận Rice, tiểu bang Kansas, Hoa Kỳ. Năm 2010, dân số của xã này là 72 người.